# Felesleges ember
A felesleges ember (лишний человек) a 19. századi orosz irodalom egyik alaptípusa.
Ezt a figurát az elsők között Csernisevszkij és Belinszkij (1811–1848) írta le.
A felesleges ember jobb sorsra érdemes, cselekvésképtelen, kiábrándult és kallódó értelmiségi, aki nem találja a helyét az életben. Sok mindennel megpróbálkozik, de valójában semmire sem jut, és végül nem is csinál semmit. A tettek helyett csak álmodozik róluk.  A felesleges ember feleslegessége abból fakad, hogy vagy a társadalomnak nincs szüksége rá, vagy cselekvésképtelensége egyszerűen jellemhiba: mélyről fakadó gyávaság.
Felesleges emberek az orosz irodalomban: Csackij, Anyegin, Oblomov stb., valamint Csehov néhány elbeszélésének és Turgenyev egyes regényeinek (Rugyin) központi hősei. Az elsők egyike Pecsorin a Korunk hősében, Lermontov regényében.
Az orosz irodalom hatására a magyar irodalomnak is van egy-két „nagyszerű” felesleges embere, köztük Arany László figurája, A délibábok hőse.
Felesleges ember Byron Childe Haroldja is.